# Carlos Prieto (violoncelliste)
Pour les articles homonymes, voir Carlos Prieto et Prieto.
Carlos Prieto Jacqué (Mexico, le 1er janvier 1937) est un violoncelliste mexicain. Il joue un violoncelle Stradivarius appelé "Piatti", d'après Carlo Alfredo Piatti. Carlos Prieto est connu pour promouvoir la musique moderne et contemporaine d'Amérique latine.

## Biographie
Il a suivi les cours de Pierre Fournier à Genève puis de Leonard Rose à New York.
Il fait ses débuts au Carnegie Hall en février 1984 et reçoit une critique élogieuse.
Il devient président de la Fondation du Conservatorio de Las Rosas (es), le plus ancien conservatoire du continent américain. Tous les trois ans, ce conservatoire, avec le Consejo Nacional para la Cultura y las Artes (es) (Mexico) organisent le Concurso de Violonchelo Carlos Prieto,.

## Publications
- Cinco mil años de palabras
- Las Aventuras de un Violonchelo, Historias y Memorias
- De la URSS a Rusia, Tres Décadas de Experiencias y Observaciones de un Testigo

## Récompenses
- 1999
  - Grammy du couronnement d'une carrière of the Mexican Cultural Institute of New York
  - officier de l'Ordre des Arts et des Lettres en France
- 2001 : Eva Janzer Award, nommé “Chevalier du Violoncelle”, remis par l'université de l'Indiana
- 2002 : Cultural Leadership Citation par l'école de musique de l'université Yale
- 2008 : Premio Nacional de Ciencias y Artes

## Discographie

### Espejos
- Ernesto Halffter. Canzona e Pastorella
- Tomás Marco. Primer Espejo de Falla
- Mario Lavista. Tres Danzas Seculares
- J. Gutiérrez Heras. Canción en el Puerto
- Manuel Castillo. Alborada
- Rodolfo Halffter. Sonata

(Urtext digital classics jbcc 015)

### Le Grand Tango
- Le Grand Tango
- Piazzolla. Le Grand tango
- Piazzolla. Milonga
- Piazzolla. Michelangelo 70
- Piazzolla. Balada para mi Muerte
- Ginastera. Triste para cello y piano
- Villa-Lobos. Aria de Bachianas Brasileiras no. 5
- Federico Ibarra. Sonata
- Robert R. Rodríguez. Lull-A- Bear
- Manuel Enríquez. Fantasía

(urtext digital classics jbcc 014)

### Dmitri Chostakovitch. Sonates
- Sonate op. 40
- Sonate op. 147 (transcrita por Carlos Prieto)

(urtext digital classics jbcc 123)

### Conciertos yChôro
- Camargo Guarnieri. Chôro para cello y orquesta
- Federico Ibarra. Concierto para cello y orquesta.
- Carlos Chávez. Concierto para cello y orquesta. (inachevé)

(urtext digital classics jbcc 023)

### Azul y Verde
- Ginastera (Argentina) Pampeana
- (Uruguay) Pieza para cello y piano
- Ricardo Lorenz (Venezuela) Cecilia en Azul y Verde
- (Venezuela) Golpe con Fandango
- Becerra Schmidt. (Chile) Sonata No. 5 para cello y piano
- Celso Garrido-Lecca (Perú). Soliloquio
- Joaquín Nin(España): Suite Española

(urtext digital classics jbcc 024)

### Aprietos
- Samuel Zyman (México) Suite para dos violonchelos (1999)
- Claudia Calderón (Colombia) La Revuelta Circular (2000)
- Xavier Montsalvatge (España) Invención a la Italiana (2000)
- Juan Orrego-Salas (Chile). Espacios. Rapsodia (1998)
- Alberto Villalpando (Bolivia) Sonatita de Piel Morena (1999)
- Tomás Marco (España). Partita a Piatti (1999)

(urtext digital classics jbcc 045)

### Tres siglos: tres obras para violonchelo y orquesta
- Ricardo Castro. CONCIERTO PARA VIOLONCHELO Y ORQUESTA (ca. 1895)
- Orquesta Sinfónica de Berlín. Jorge Velazco, director
- Samuel Zyman. CONCIERTO PARA VIOLONCHELO Y ORQUESTA (1990)
- Orquesta Sinfónica Nacional, Enrique Diemecke, director
- Joaquín Gutiérrez Heras. Fantasía Concertante para cello y orquesta (2005)
- Orquesta Sinfónica de Xalapa. Carlos Miguel Prieto, director

(urtext digital classics jbcc 178)

### Trois concertos pour violoncelle et orchestre
- Dmitri Shostakovich. Concerto en mi bémol majeur, op. 107
- Celso Garrido-Lecca (Perú) Concierto para Violonchelo y Orquesta
- John Kinsella. Concerto pour violoncelle et orchestre. 2000

(urtext digital classics jbcc 083)

### Sonatas y danzas de México
- Manuel M. Ponce. Tres Preludios para Violonchelo y Piano
- Sonata en sol menor para violonchelo y piano
- Alfonso de Elías. Chanson Triste.
- Miguel Bernal Jiménez. Tres Danzas Tarascas (transcritas por Manuel Enríquez)
- Silvestre Revueltas. Tres Piezas (transcritas por Manuel Enríquez
- Manuel Enríquez. Sonatina para violonchelo solo
- Manuel Enríquez. Cuatro Piezas para Violonchelo y Piano

(urtext digital classics jbcc 033)

### Del barroco y del romanticismo al siglo XXI
- Haendel-Halvorsen. Passacaglia para violín y violonchelo
- Tchaikovsky. Pezzo capriccioso para violonchelo y piano
- Rajmaninov. Vocalise, op. 34, No. 14 para violonchelo y piano
- Chopin-Feuermann. Introduction et Polonaise Brillante para cello y piano
- Lukas Foss. Capriccio para violonchelo y piano
- Francisco Mignone (Brasil). Modinha para violonchelo y piano
- Ernst Mahle (Brasil). Ocho Duos Modales para dos violonchelos
- Marlos Nobre (Brasil). Partita Latina para cello y piano. (Estreno mundial)
- Eugenio Toussaint (México). Pour les Enfants. (Estreno mundial)

(urtext digital classics jbcc 093)

### De Bach à Piazzolla
- Bach: Courante de suite No. 6 en re mayor
- Rajmaninov Vocalise op. 34
- Tchaikovsky Pezzo Capriccioso, op. 62
- Falla Tres movimientos de la Suite Popular Española
- Gutiérrez Heras. Canción en el Puerto
- Piazzolla; Dos tangos: Le Grand Tango; Michelangelo 70
- Piazzolla Milonga
- Samuel Zyman. Dos movimientos de la Suite para dos violonchelos
- Shostakovich. Allegretto de Concierto, Op. 107

(urtext digital classics jbcc 101)

### Sept créations mondiales
- Donald GranthamH. Son of Cimetière para cello y piano. (2006)
- Eugenio Toussaint. Bachriación. Estudio Bop No. 7 para cello solo	(2005)
- Russell Pinkston. Summer Rhapsody para cello and piano (2006)
- Dan Welcher. Arietta para cello y piano (2006)
- Robert X. Rodriguez. Tentado por la Samba para cello y piano.
- Samuel Zyman. Suite para cello solo (2007)
- Roberto Sierra. Sonata Elegiaca para cello y piano (2006)

(urtext digital classics jbcc 183)

### Bach vol. I
- Las Suites para violonchelo solo. Suites Nos. 1, 2 y 3

(PMG CLASSICS DIGITAL 092104)

### Bach vol. II
- Las Suites para violonchelo solo. Suites Nos. 4, 5 y 6

PMG CLASSICS DIGITAL 092106)

### Sonates et Fantaisies
- Gerhard. Sonata
- Ginastera. Sonata
- Zyman. Fantasía (dedicado a Carlos Prieto)
- Cassadó. Sonata al estilo antiguo español
- Rodrigo. Siciliana
- Piazzolla. Tres piezas breves

(urtext digital classics jbcc 017)

### Conciertos para el fin del milenio
- Eugenio Toussaint. Concierto No. 2
- Arturo Márquez. Espejos en la Arena
- Roberto Sierra. Cuatro Versos

(urtext digital classics jbcc 047)